# Заслужений артист України
Заслу́жений арти́ст Украї́ни — державна нагорода України — почесне звання України, яке присвоюється Президентом України відповідно до Закону України «Про державні нагороди України». Згідно з Положенням про почесні звання України від 29 червня 2001 року, це звання присвоюється:
|  | режисерам, артистам театрів, кіно, естради, цирку, професійних ансамблів, хорових колективів, диригентам оркестрів, композиторам, музикантам, дикторам телебачення і радіомовлення за високу виконавську майстерність, створення високохудожніх образів, вистав, кінофільмів, що стали надбанням вітчизняної культурно-мистецької спадщини |

Особи, яких представляють до присвоєння почесного звання «Заслужений артист України», повинні мати вищу або професійно-технічну освіту.
Кандидатура на здобуття почесного звання заслуженого артиста висувається за місцем роботи або від творчої спілки. Подання може готувати ОДА (або КМДА) і звертатися за листом підтримки до Міністерства культури, або Міністерство культури, звертаючись за підтримкою до відповідної ОДА. В апараті за підготовку відповідає кадрова служба, візує і профільний підрозділ. Подання на АПУ підписує Міністр, лист-підтримку заступник.
Згідно з Наказом міністерства освіти і науки, молоді та спорту від 29.11.2011 звання заслуженого артиста прирівнюється до наукового ступеня кандидата наук, що враховується при розрахунку частки науково-педагогічних працівників з науковими ступенями та вченими званнями, які забезпечують викладання лекційних годин дисциплін навчального плану за напрямами підготовки і спеціальностями галузей знань 0202 «Мистецтво».

## Заслужений артист УРСР
Попередником було почесне звання Заслужений артист Української РСР. Це звання було введено в Кодексі законів про народну освіту УСРР, затвердженим ВУЦВК 22.ХІ.1922 року (до 1937 — заслужений артист УСРР) одночасно зі званнями заслужений художник УСРР, народний артист УСРР та народний художник УСРР.. Почесні звання присвоювалися Президією ВР УРСР за поданням народних комісаріатів та Управління у справах мистецтва при Раднаркомі УРСР.